# Ponte di Tiedke-Meyer
Il ponte di Tiedke-Meyer (o legge di Tiedke-Meyer) è un fenomeno prosodico che prende il nome dai filologi tedeschi Heinrich Tiedke, che lo enunciò in uno studio del 1873, e Wilhelm Meyer, che riprese lo studio di Tiedke nel 1884, e riguarda la metrica dell'esametro dattilico greco in età ellenistica.

## Descrizione
Meyer scrisse:
[...] Allein dieselbe Regel gilt auch für Kallimachos und die anderen Alexandriner.»
[...] La medesima regola vale anche per Callimaco e gli altri Alessandrini.»
( Wilhelm Meyer, Zur Geschichte des griechischen und des lateinischen Hexameters, in Sitzungsberichte der Bayerischen Akademie der Wissenschaften, 1884,  pp. 987-988.)
Il ponte di Tiedke-Meyer consiste nell'assenza di fine di parola contemporaneamente dopo l'elemento lungo del quarto piede dattilico e dopo l'elemento lungo del quinto piede dattilico.

## Applicazione
Questo ponte è osservato a partire da Callimaco; in seguito viene rispettato rigorosamente anche da Nonno di Panopoli (Paul Maas ha calcolato un'eccezione ogni 500 versi) e dai suoi seguaci.
Esempio di violazione:
Πασιφάης καὶ γναμπτὸν ἕδος σκολιοῦ λαβυρίνθου (Callimaco, Inni, IV, 311).